# 哈姆登 (康乃狄克州)
哈姆登是一個位於美國康乃狄克州新哈芬縣的城鎮。该镇的绰号是“沉睡巨人之地”（英语：“The Land of the Sleeping Giant”）。

## 历史
哈姆登于1638年由William Christopher Reilly和牧师John Davenport从当地的昆尼帕人美国原住民部落购买。 它是清教徒定居的纽黑文镇的一部分。 它一直是纽黑文的一部分，直到1786年，当时有1400名当地居民将该地区合并为一个单独的城镇，并以英国政治家约翰·汉普登（John Hampden）命名。
哈姆登具有悠久的历史，是一个集结为村庄式的定居点（今天仍然与众不同），包括卡梅尔山(Mount Carmel)（昆尼皮亚克大学的所在地），惠特尼维尔 (Whitneyville)，斯普林格伦 (Spring Glen)，西伍兹(West Woods)和海伍德 (Highwood )。 1798年，即伊莱·惠特尼在纽黑文开始生产轧花机的四年之后，他在哈姆登的一家工厂为美国政府制造了武器，那里的瀑布提供了良好的动力。 在那个地方，惠特尼用可互换零件的概念介绍了大规模生产的现代时代。
为了纪念埃利·惠特尼，穿过哈姆登的主要通道被命名为惠特尼大道，它经过惠特尼的旧工厂，现在是埃利·惠特尼博物馆。

## 地理
哈姆登的座標為41°23′52″N 72°55′18″W / 41.39778°N 72.92167°W，而該地的平均海拔高度為56米（即184英尺）。

## 政府
哈姆登以市长-议会制政府形式的政府管理，设有由15名成员组成的立法委员会。 总共选举了六名议员，而其他九名议员则按地区选举。 城镇选举每两年一次，在十一月举行。 镇政府的其他民选职位是镇职员和教育委员会成员。 各个市镇委员会的职权通常由市长任命，但须经立法会批准。

## 经济
该镇的主要产业是零售贸易，计算机产品，电线电缆的制造，混凝土，泵混合器产品，金属制品，建筑和商业服务。 商业服务业占该镇就业的49.4％，零售业占22.8％，制造业占9.6％。 排名前四位的主要雇主是镇政府和学区，昆尼皮亚克大学，临港医疗保健和区域合作教育服务（ACES）。
肖氏超市（英语：Shaw's and Star Market）是前五名主要雇主之一，但哈姆顿·肖氏超市在2010年2月13日宣布的肖氏康涅狄格州商店销售中被出售给ShopRite。肖氏超市已经关闭，新的ShopRite商店已经开业。
哈姆登是纽黑文的居住郊区，在纽黑文上班的通勤人数比在哈姆登工作的居民多。

## 交通
威尔伯克罗斯大路（Wilbur Cross Parkway）贯穿镇中心，与北部的哈特福德和南部的纽约都会区相连。 该镇通过康涅狄格州40号公路与91号州际公路相连，康涅狄格州40号公路是通往该镇卡梅尔山部分的支线高速公路。 从市中心到纽黑文的主要交通路线是哈姆登的商业区，这是Dixwell Avenue（10号公路）。 经由Spring Glen和Whitneyville居民区到纽黑文的另一条路线是Whitney Avenue。
康涅狄格州过境纽黑文市提供公共交通。 镇上的主要公交路线是Dixwell Avenue（238，从前为D）和Whitney Avenue（228/229，从前为J）路线。 为该镇服务的其他辅助路线是州道（224，以前为M），温彻斯特大街（234，从前为O）和谢尔顿大街（237，从前为G）公交车路线。
计划在哈特福德线通勤铁路上的北避风港站（North Haven Station）毗邻40号公路连接器附近的哈姆登-北避风港边界，为两个城镇服务。该镇还拥有自己的哈姆登火车站，该火车站于1920年代关闭。 该站将在不久后进行重建。

## 教育

#### 公立学校
该镇的公立学区哈姆登公立学校设有八所小学，一所中学和一所高中，总共招收了5398名学生。 （页面存档备份，存于）
- 哈姆登中学（7-8，约有890名学生）
- 哈姆登高中 (9-12, 约有1,486名学生)
- Eli Whitney Technical High School

#### 私立学校
哈姆登是数所私立和宗教学校的所在地，其中包括：
- 哈姆登霍尔国家学校 （页面存档备份，存于） (K-12一贯制学校）
- Laurel Oaks Adventist School (K-8)
- Lorraine D. Foster Day School
- 哈姆登女子圣心学院 (9-12)
- Salma K. Farid Academy
- St. Rita School (宗教学校，K-8)
- St. Stephen School （宗教学校，K-8, 于2017年关闭）
- West Woods Christian Academy （福音派基督教徒，K-12)

#### 高等学校
- 圣心山学院（Mount Sacred Heart College），已于1997年关闭。
- 派尔艺术学院（Paier College of Art）
- 昆尼皮亚克大学（Quinnipiac University），在哈姆登设有卡梅尔山和约克山校区，在北黑文设有第三个校区。

## 生活质量
在城镇范围内，有16家银行，6个住宿设施和29个日托机构。 尽管该镇靠近纽黑文的主要医院，但该镇没有医院。 2004年，犯罪率是每10万居民中2,084人，低于全州平均水平（每10万居民中2,981人）。 镇图书馆拥有166,358卷（截至2001年）。
哈姆登有几个公园和博物馆。 哈姆登镇中心公园（Hamden Town Center Park）会举办焰火表演，免费音乐会，户外电影和其他季节性节日。 其他公园还包括惠特尼维尔的埃利·惠特尼博物馆 (Eli Whitney Museum)，爱尔兰的大饥荒博物馆，西岩岭州立公园（包括温特格林湖）和东岩公园（包括帕迪玫瑰花园），布鲁克斯维尔公园，以及毗邻的诺格塔克州桑福德山街区森林和沉睡的巨人州立公园。 法明顿运河 (Farmington Canal Trail) 贯穿小镇。 两条青色的远足小径，昆尼皮亚克小径和Regicides小径，也贯穿小镇。

## 人口
| 调查年                | 人口   | 备注  | %±     |
| --------------------- | ------ | ----- | ------ |
| 1790                  | 1,422  |       | —      |
| 1800                  | 1,482  |       | 4.2%   |
| 1810                  | 1,716  |       | 15.8%  |
| 1820                  | 1,687  |       | −1.7%  |
| 1830                  | 1,666  |       | −1.2%  |
| 1840                  | 1,797  |       | 7.9%   |
| 1850                  | 2,164  |       | 20.4%  |
| 1860                  | 2,725  |       | 25.9%  |
| 1870                  | 3,028  |       | 11.1%  |
| 1880                  | 3,408  |       | 12.5%  |
| 1890                  | 3,882  |       | 13.9%  |
| 1900                  | 4,626  |       | 19.2%  |
| 1910                  | 5,850  |       | 26.5%  |
| 1920                  | 8,611  |       | 47.2%  |
| 1930                  | 19,020 |       | 120.9% |
| 1940                  | 23,373 |       | 22.9%  |
| 1950                  | 29,715 |       | 27.1%  |
| 1960                  | 41,056 |       | 38.2%  |
| 1970                  | 49,357 |       | 20.2%  |
| 1980                  | 51,071 |       | 3.5%   |
| 1990                  | 52,434 |       | 2.7%   |
| 2000                  | 56,913 |       | 8.5%   |
| 2010                  | 60,960 |       | 7.1%   |
| 2014年估计            | 61,422 | [ 6 ] | 0.8%   |
| U.S. Decennial Census |        |       |        |

根據2010年美國人口普查的數據，哈姆登的面積為86.20平方千米，當中陸地面積為84.90平方千米，而水域面積為1.30平方千米。當地共有人口61422人，而人口密度為每平方千米712.55人。当地25,114个住房单元，平均密度为每平方英里769.2间（297.0 / km2）。 该镇的种族构成是68.45％为白人，20.19％为非洲裔美国人，0.15％为美洲原住民，5.47％为亚洲人，0.03％为太平洋岛民，其他种族为3.00％和混血两种以上种族占比2.72％。 西班牙裔美国人或拉丁美洲人占了8.74％的人口。
该镇家庭的平均收入为66,695美元，家庭的平均收入为88,613美元。 该镇的平均收入是$ 34,596。 约有3.8％的家庭和6.8％的人口处于贫困线以下，其中6.3％的18岁以下家庭和5.4％的65岁以上家庭处于贫困线以下。